# コタネツケバナ
コタネツケバナ（小種漬花、学名: Cardamine kokaiensis）は、アブラナ科タネツケバナ属の越年草。別名、ヒメタネツケバナ、コカイタネツケバナ。従来、ヨーロッパ原産の帰化植物とされてきたが、2018年に日本在来の新種として記載された。

## 特徴
植物体の高さは5-20 cmになる。茎は基部からよく分枝し、直立または傾伏し、ふつう無毛まれに基部にわずかに毛が生える。葉はほぼ無毛で互生し、葉身は羽状に全裂し、側裂片は3-5対あり、裂片は楕円形で、基部はくさび形、縁は全縁または1-2個の歯牙がある。
花期は3月下旬から4月。茎先に短い総状花序をつけ、白色の十字形の4弁花をややまばらにつける。萼片は斜上し長さ約1 mm、開放花の花弁は長さ約2 mmになる。開放花の雄蕊は6個、雌蕊は1個。果実は長角果で斜上する果柄に直立してつき、線形で、長さ10-15 mm、幅0.8 mmになる。種子は四角状広楕円状で、長さ0.7-0.8 mm、周囲に白色で膜状の狭い翼がある。生育環境が河川の氾濫原である場合には、しばしば花弁が退化する閉鎖花となる傾向があり、雄蕊は4個に減数し、1葯あたりの花粉数も減少する。染色体数は、2n=32。

## 分布と生育環境
日本では、本州の関東地方から近畿地方、中国地方に分布し、河川敷や低地の湿った場所に生育する。国外では、中国大陸東部に分布する。

## 名前の由来
和名コタネツケバナは、「小種漬花」の意。種小名（種形容語）kokaiensis は、別名のコカイタネツケバナ発見地の茨城県小貝川にちなむ。

## 分類の変遷
植物学者の村田源は、1952年に京都府船井郡八木町（現、南丹市）でこの植物を採集し、村田 (1954) は「コタネツケバナ」と名付けた。この際、村田は、「京都府の八木町附近の田んぼの中にタネツケバナと混つて多數見受けられる。花も果實もタネツケバナよりずつと小さく，花期も早い。日本で今までこれに當てられていたヒメタネツケバナはこれではなく，タチタネツケバナの一形であるので，新しい歸化植物とみとめ和名をコタネツケバナとする。」とし、これをヨーロッパ原産の Cardamine parviflora L. に同定した。
一方、堀内洋は、1991年に茨城県下妻市の小貝川河川敷の湿った場所で、タネツケバナ属ではあるがタネツケバナより小さく、分枝した茎があまり直立せず、斜上して這い、花弁の退化した植物を見いだした。堀内 (1998) はこれを「コカイタネツケバナ（仮称）」と名付けた。その後、堀内 (2003) は、村田 (1954) によるコタネツケバナとコカイタネツケバナ（仮称）の検証を行い、両者は同一のものとの見解を示し、それ以降、本種についてコタネツケバナ C. parviflora の名称を使用した。
さらに、工藤, K.マルホルド & J.リホバ (2006) は、村田 (1954) によるコタネツケバナとその標本を利用した図鑑等について触れ、「これまで報告されている日本産のコタネツケバナは，C. parviflora ではない．」「著者らがこれまでに調査した国内の標本庫において，その時点で C. parviflora と同定できる日本産の植物標本はなかった．」と、日本産コタネツケバナは、ヨーロッパ原産の C. parviflora とは異なる分類群であることを指摘した。これより前の1999年に、工藤は小貝川でこの植物を採集している。工藤による採集の標本ラベルには、閉鎖花をつける未記載種である可能性が記されている。
これに先立ち、矢原徹一は1990年に、堀内とは別に、茨城県下妻市の小貝川でこの植物を見いだし、採集した。矢原は、この種が閉鎖花をつけ、タネツケバナとは異なる分類群であることから、堀内とは独立して、これに「コカイタネツケバナ」の和名をつけた。Morinaga et al. (2008) は、矢原からこの標本の提供を受け、開放花と閉鎖花の遺伝子発現を解析し、このコカイタネツケバナは新分類群と考え、Cardamine kokaiensis Yahara を裸名で使用し論文を発表した。この発表を契機に、新分類群のコカイタネツケバナ、C. kokaiensis が広く認知されることとなった。Šlenker et al. (2018) はこの種を Cardamine kokaiensis Yahara, Soejima, Kudoh, Šlenker et Marhold と新種として正式に記載した。
YListでは、和名はコタネツケバナ。コカイタネツケバナは別名とされている。

## 種の保全状況評価
国（環境省）のレッドデータブック、レッドリストでの選定はない。都道府県のレッドデータ、レッドリストでは、兵庫県が要調査種（環境省の「情報不足」に相当）に評価している。

## ギャラリー

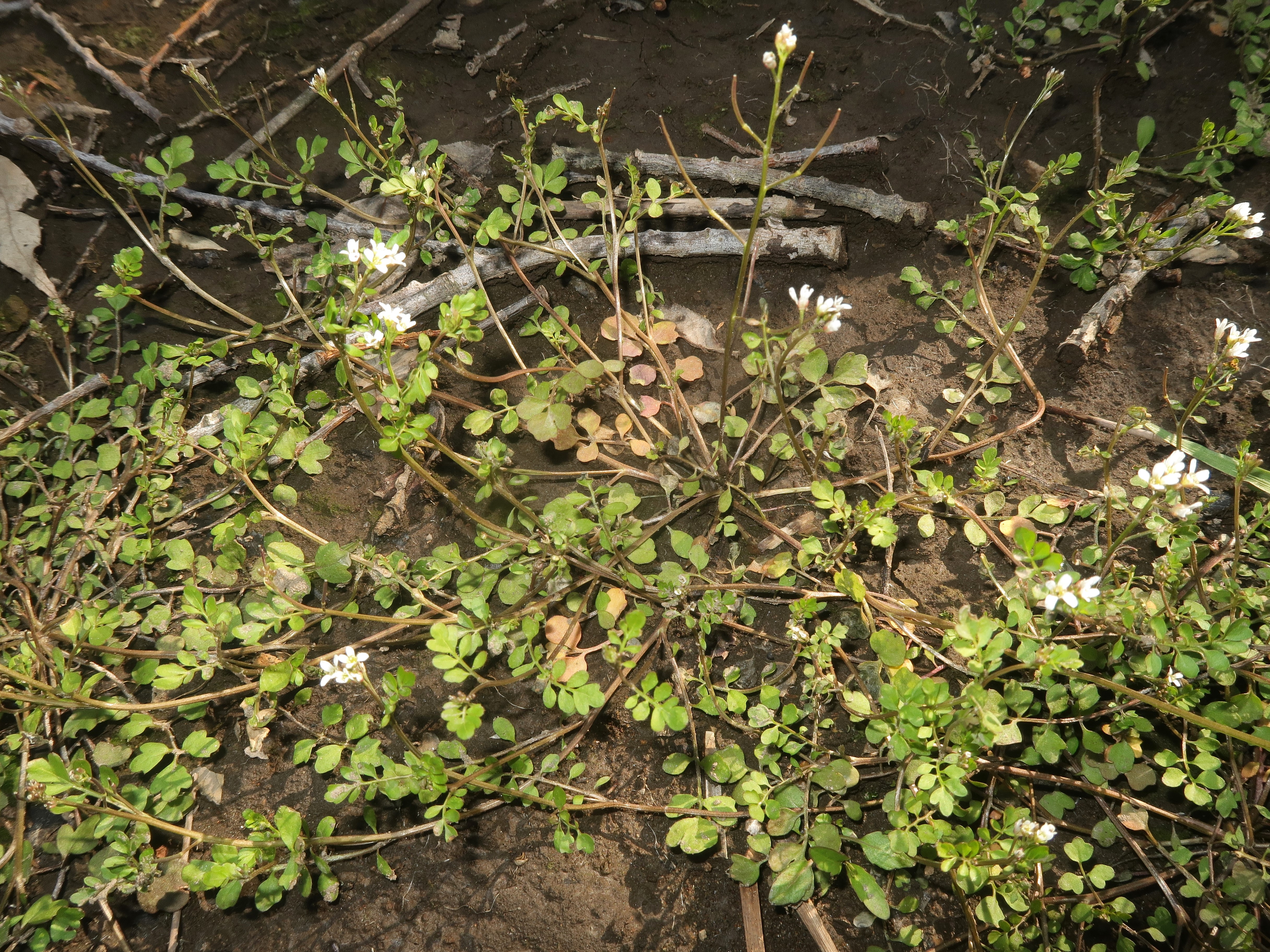
茎は基部からよく分枝し、直立または傾伏し、ふつう無毛まれに基部にわずかに毛が生える。
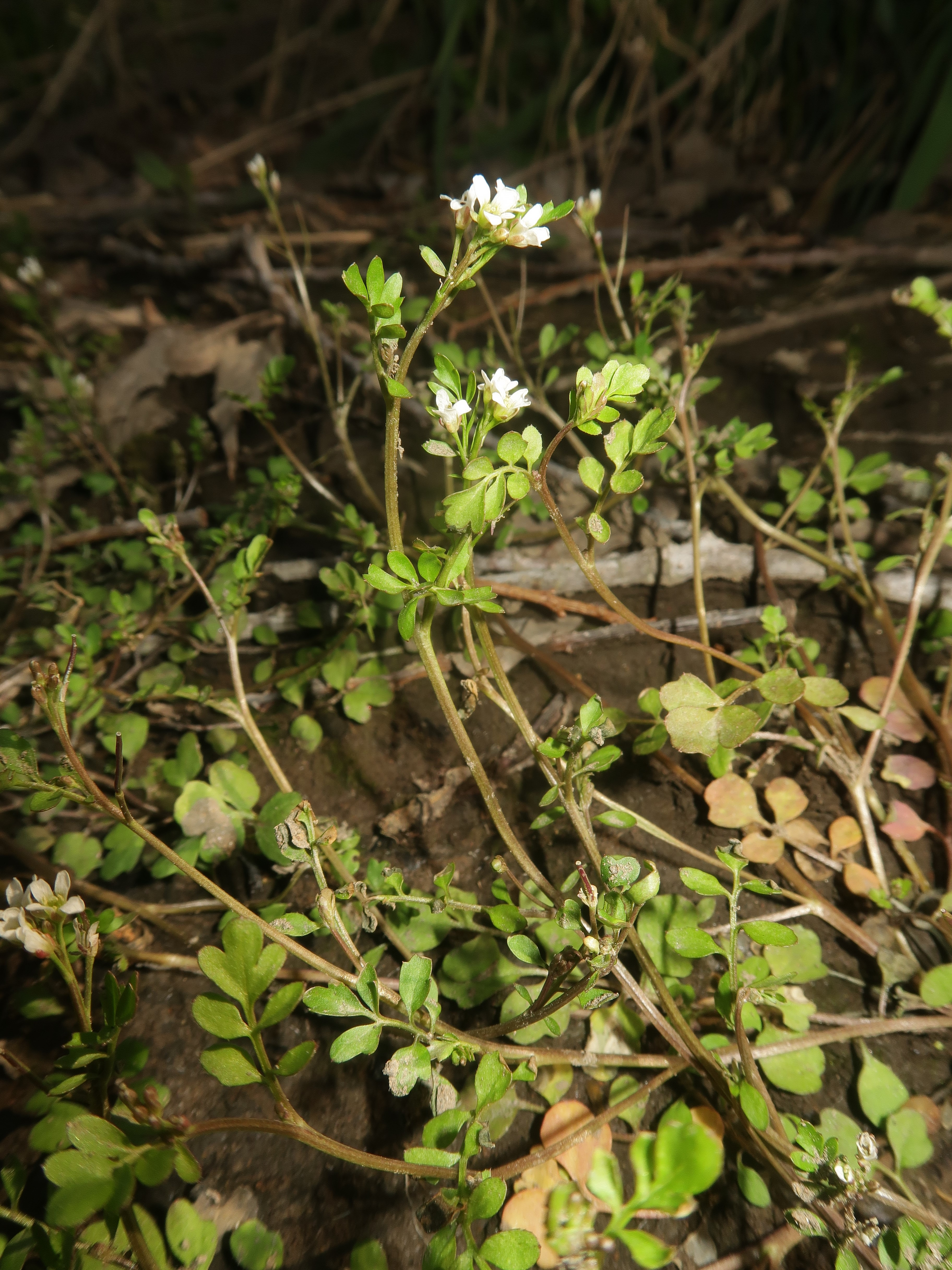
葉はほぼ無毛で互生する。
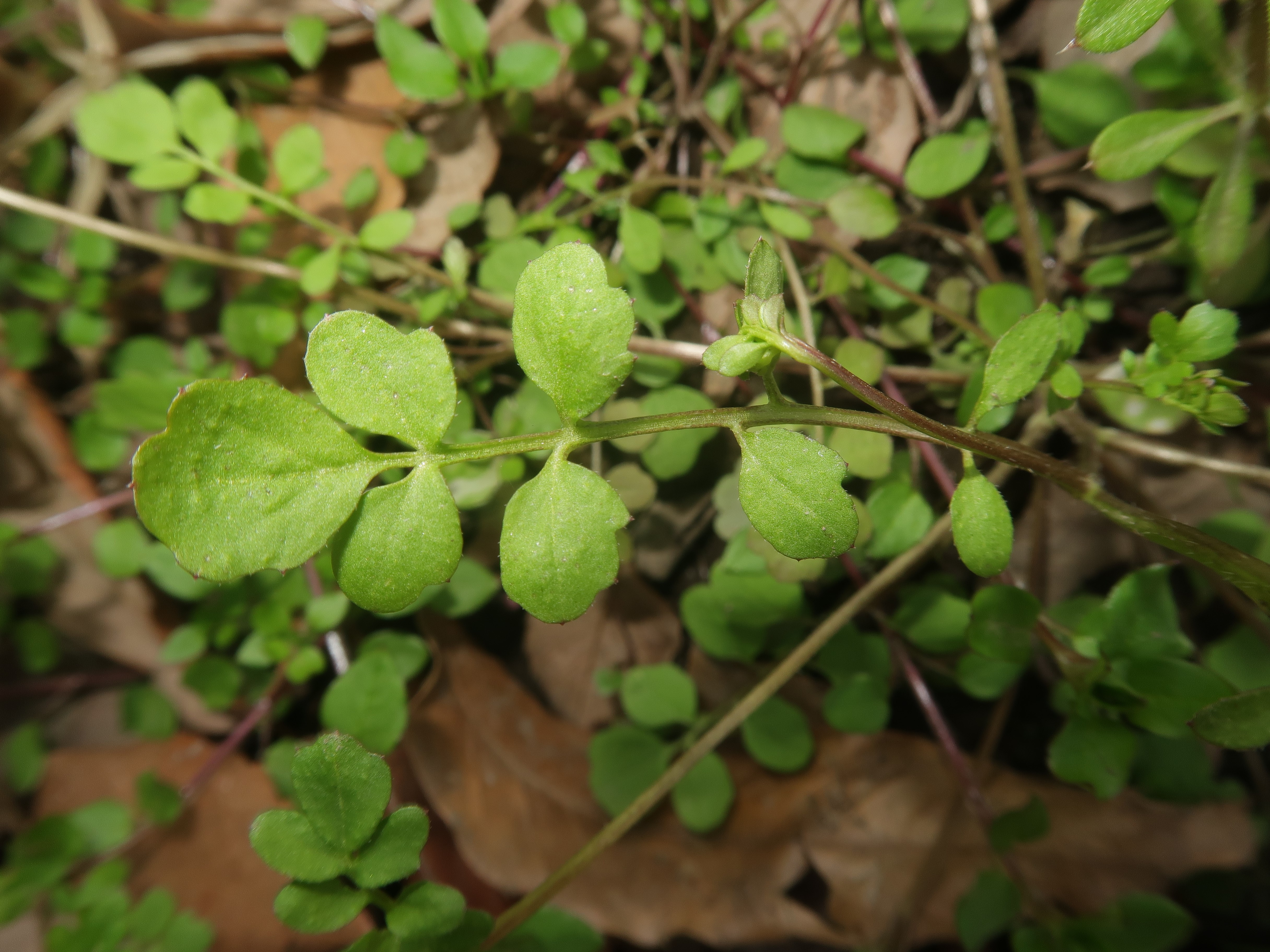
葉身は羽状に全裂し、側裂片は4対あり、裂片は楕円形で、基部はくさび形、縁は全縁または1-2個の歯牙がある。
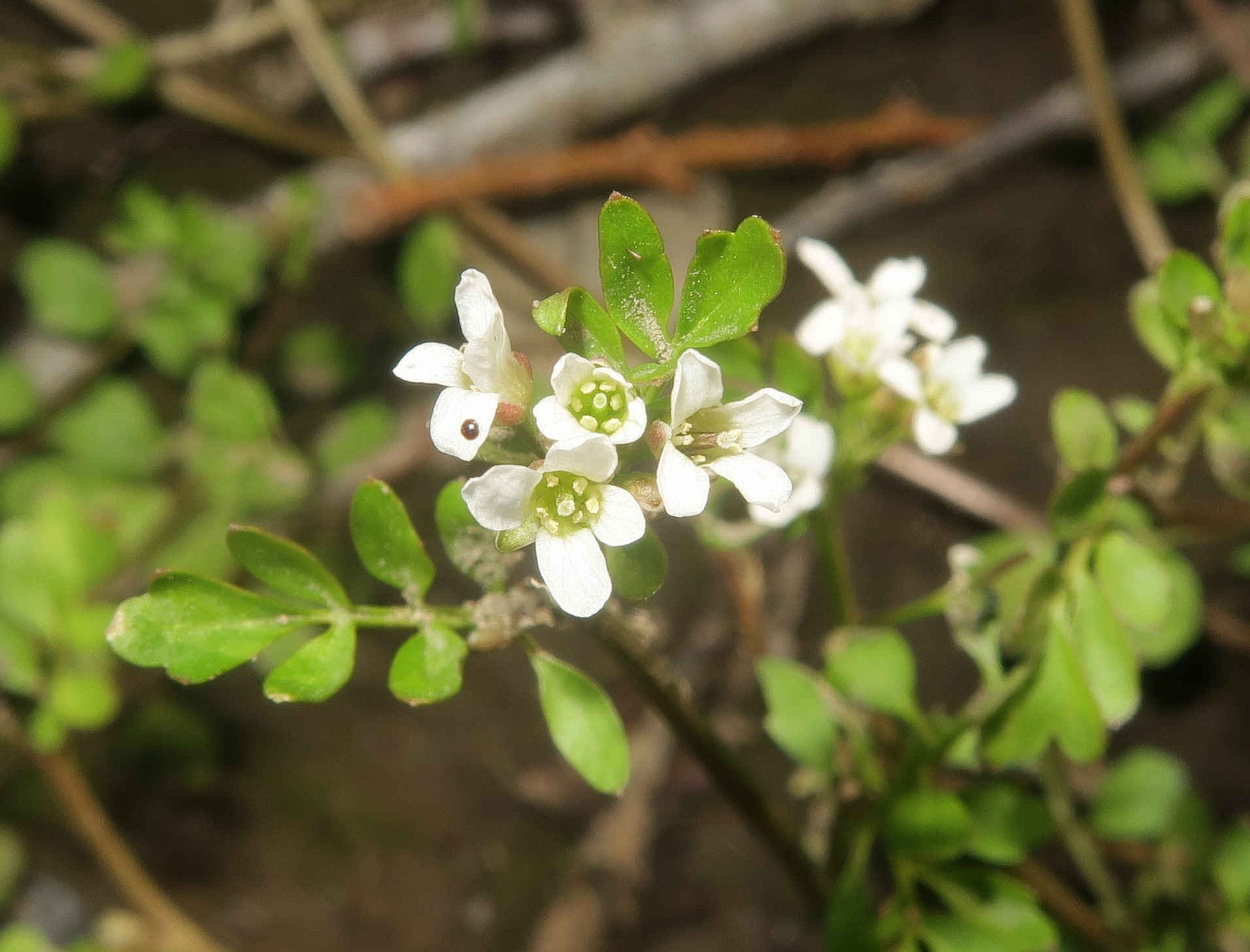
解放花に花弁があり、雄蕊は6個ある。
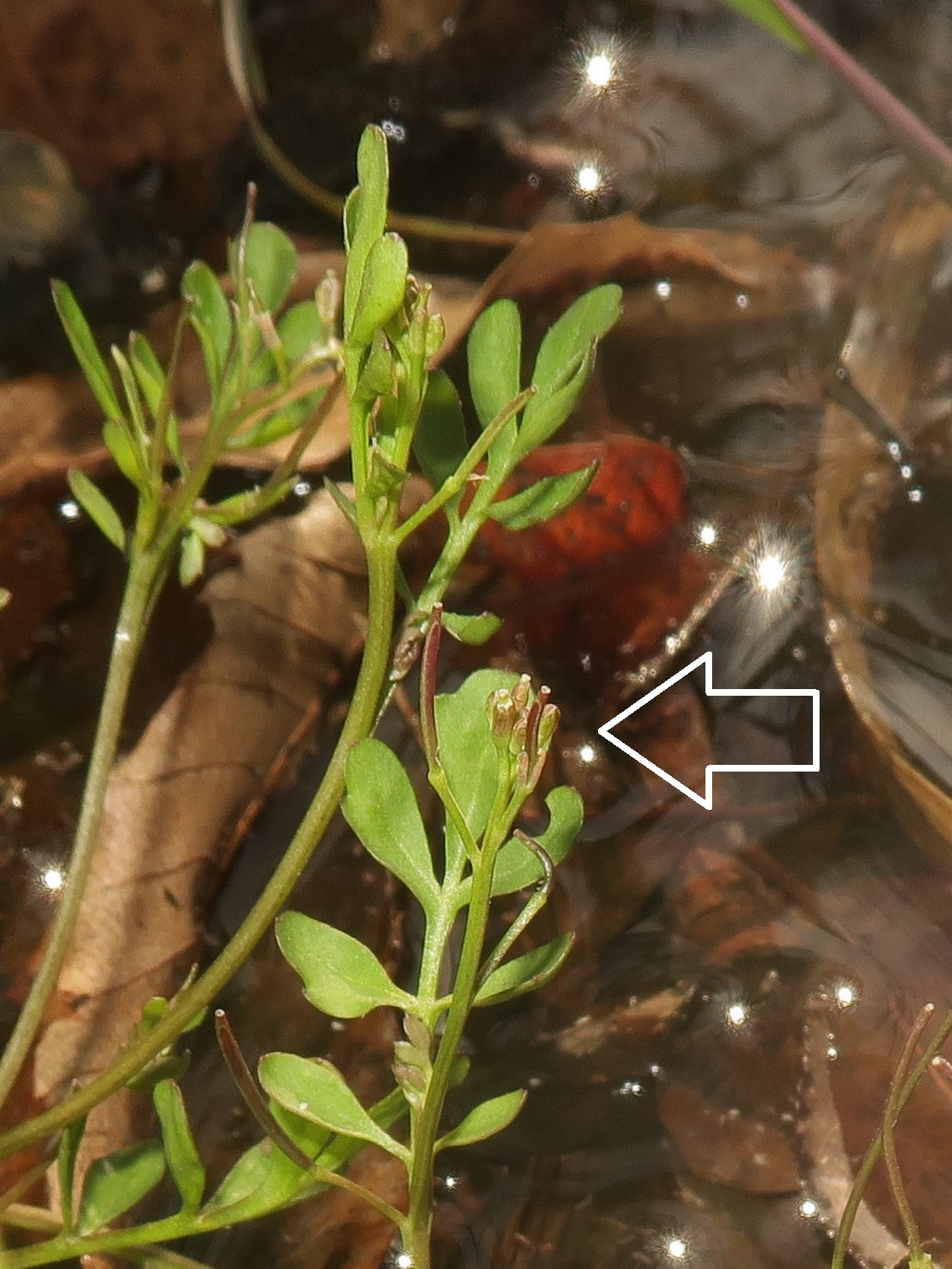
生育環境が河川の氾濫原である場合には、しばしば花弁が退化する閉鎖花となる。⇦左矢印。背景はワンドの水面。
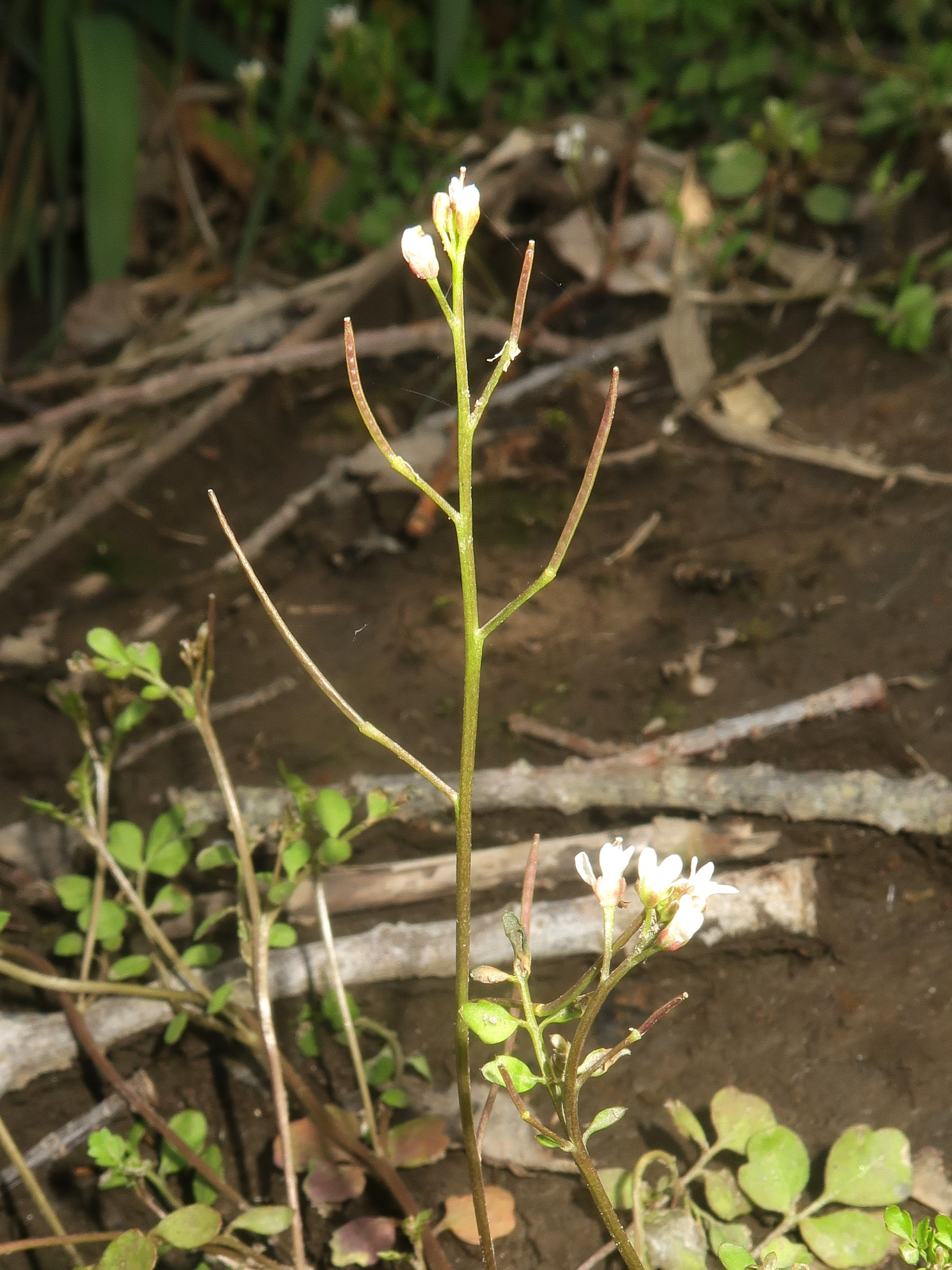
果実は長角果で斜上する果柄に直立してつき、線形になる。
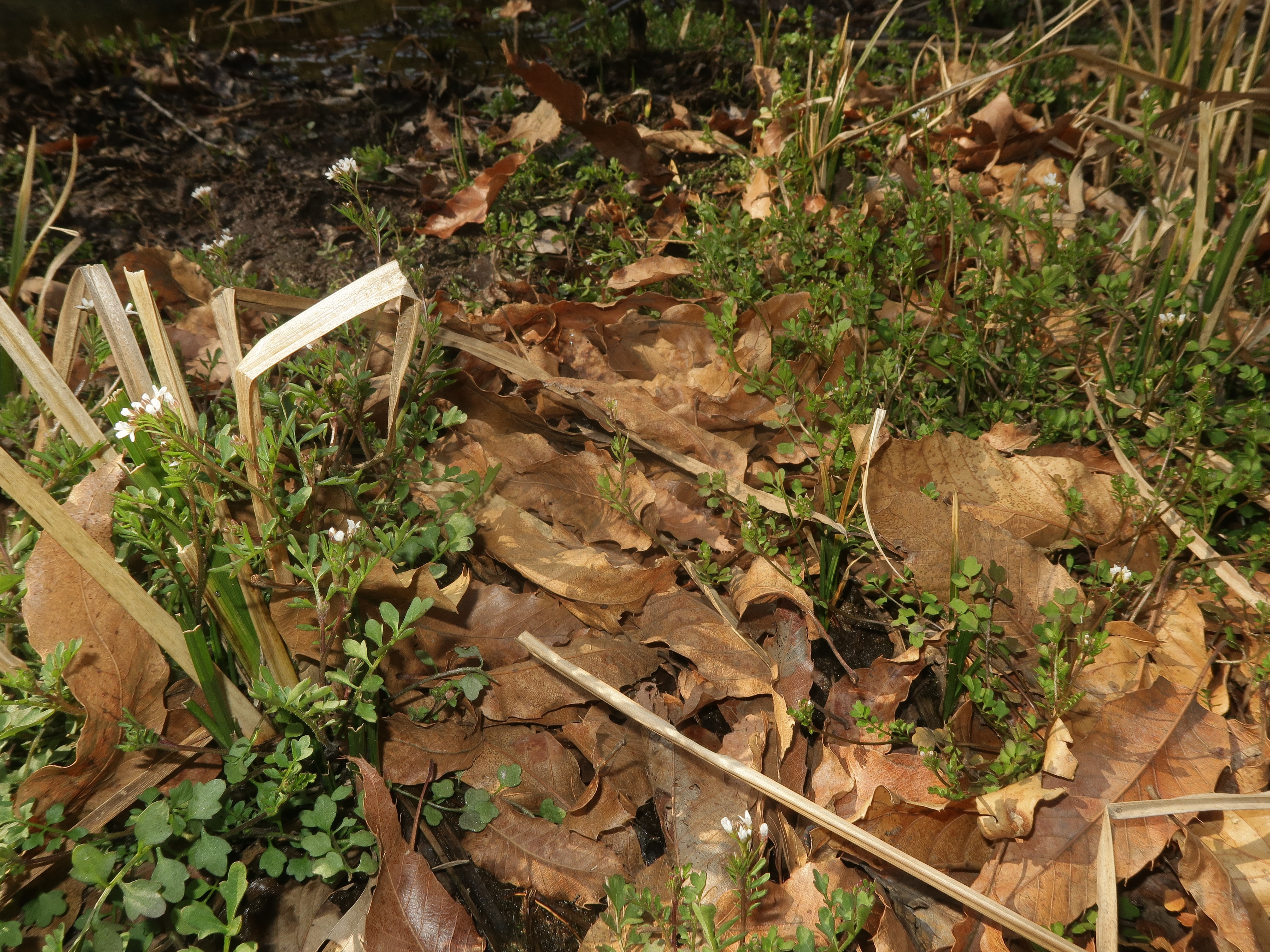
左側は同所的に生育するタネツケバナ。右側がコタネツケバナ。
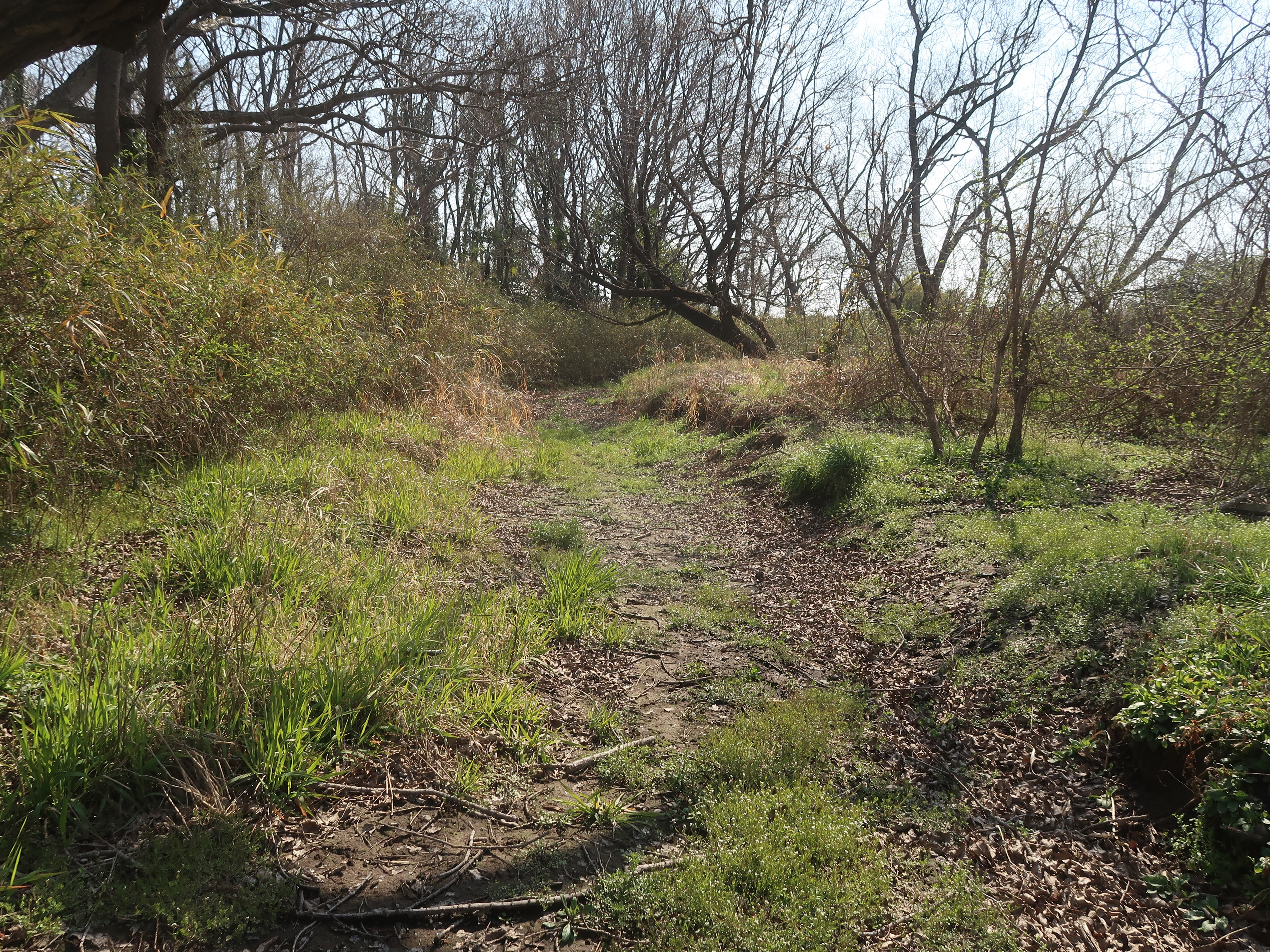
生育環境。旧河道。

### 文献
- 清水建美 編『日本の帰化植物』平凡社、2003年。
- 清水矩宏; 森田弘彦; 廣田伸七『日本帰化植物写真図鑑』全国農村教育協会、2001年、2011年改訂。
- 大橋広好; 門田裕一; 木原浩; 邑田仁; 米倉浩司『改訂新版 日本の野生植物 4』平凡社、2017年。
- 牧野富太郎 著、邑田仁; 米倉浩司 編『新分類 牧野日本植物図鑑』北隆館、2017年。
- 藤井伸二; 工藤洋; 梅原徹; 堀内洋「コカイタネツケバナ（コタネツケバナ）［アブラナ科］の発見から記載までの経緯」『植物地理・分類研究（The Journal of Phytogeography and Taxonomy）』第69巻、第1号、日本植物分類学会、107-116頁、2021年。doi:10.18942/chiribunrui.0691-16。
- 村田源「植物分類雜記2」『植物分類・地理（Acta Phytotaxonomica et Geobotanica）』第15巻、第6号、植物分類地理学会、177頁、1954年。doi:10.18942/bunruichiri.KJ00002992659。
- 堀内洋「河川敷の変わり者を探して見ませんか？」『千葉県植物誌資料（Chiba-ken Shokubutsu-shi Shiryo）』第13巻、千葉県植物誌資料編集同人、94-96頁、1998年。
- 堀内洋 著、財団法人千葉県史料研究財団 編「タネツケバナ属」『千葉県の自然誌 別編4 千葉県植物誌』、千葉県、2003年。
- 工藤洋; K.マルホルド; J.リホバ「日本産ジャニンジン・タネツケバナ・ミチタネツケバナ・コタネツケバナ（アブラナ科，タネツケナバ属）に関するノート」『分類』第6巻、第1号、日本植物分類学会、41-49頁、2006年。doi:10.18942/bunrui.KJ00004649647。
- Šlenker, Marek; Zozomová-Lihová, Judita; Mandáková, Terezie; Kudoh, Hiroshi; Zhao, Yunpeng; Soejima, Akiko; Yahara, Tetsukazu; Skokanová, Katarína et al. (July 2018). “Morphology and genome size of the widespread weed Cardamine occulta: how it differs from cleistogamic C. kokaiensis and other closely related taxa in Europe and Asia”. Botanical Journal of the Linnean Society 187 (3):  456–482. doi:10.1093/botlinnean/boy030.
- Morinaga, Shin-Ichi; Nagano, Atsushi J.; Miyazaki, Saori; Kubo, Minoru; Demura, Taku; Fukuda, Hiroo; Sakai, Satoki; Hasebe, Mitsuyasu (12 August 2008). “Ecogenomics of cleistogamous and chasmogamous flowering: genome-wide gene expression patterns from cross-species microarray analysis in Cardamine kokaiensis (Brassicaceae)”. Journal of Ecology 96 (5):  1086-1097. doi:10.1111/j.1365-2745.2008.01392.x.

### ウェブサイト
- 米倉浩司. “BG Plants 和名−学名インデックス（YList）”. 2024年3月19日閲覧。
- “コタネツケバナ”. ひょうごの環境.  兵庫県. 2024年3月20日閲覧。
- “コタネツケバナ（小種漬花）”.  野田市役所. 2024年3月19日閲覧。